# Margaret Dockrell
Margaret Dockrell (18 mars 1849 - 29 juin 1926) est une suffragiste, philanthrope et conseillère municipale irlandaise.

## Biographie

### Jeunesse
Margaret Dockrell est née Margaret Shannon le 18 mars 1849, au numéro 18 Charlotte Street à Dublin. Elle est la fille aînée de l'avocat George William Shannon et d'Emily Shannon (née Goodman). Elle a deux sœurs et deux frères. Elle a fait ses études à l'Alexandra College, puis a assisté aux conférences pour les femmes du Trinity College de Dublin. Elle épouse Maurice Edward Dockrell en juillet 1875. Le couple a eu sept enfants, une fille et six garçons. Elle est devenue administratrice et membre du conseil de l'entreprise familiale de son mari : Messrs Thomas Dockrell & Sons & Co. Ltd.

### Carrière politique
Margaret Dockrell a été un membre actif du comité de la  Dublin Women's Suffrage and Local Government Association, plus tard connue comme l'Irish Women's Suffrage and Local Government Association  (IWSLGA), fondée en 1876 pour promouvoir le droit de vote des femmes par des méthodes démocratiques. Elle a assisté à des conférences internationales pour le vote des femmes à Stockholm en 1911 et à Budapest en 1913. Elle a également été membre du London Women's Suffrage Society s'exprimant sur le rôle des femmes dans le gouvernement local au Congrès international des femmes à Londres en 1899. The Irish Citizen la mentionne comme une candidate appropriée pour postuler pour le siège au sénat proposé par le projet Home Rule en 1912.
Dockell était membre du National Union of Women Workers, siégeant en tant que membre du comité des services publics. Comme beaucoup de ses contemporains, elle a estimé que les femmes sont les mieux placés pour aborder les questions autour de la santé, de la morale sociétale, du bien-être et du logement. À partir de 1898, le Local Government (Ireland) Act a permis aux femmes d'être candidates pour les élections locales. Elle fait une première campagne pour élections locales du conseil du district urbain (Urban District Council, UDC) de la paroisse Monkstown de Blackrock, dans le comté de Dublin en 1898, où elle est arrivée 3e de 9 élus, devenant ainsi l'un des 4 femmes conseillères élues en Irlande.
Dockrell se décrit elle-même comme un syndicaliste et une protestante, siégeant au conseil de Blackrock UDC jusqu'à sa mort. Elle était la seule conseillère de cet UDC jusqu'à l'élection en 1925 d'Ellen O'Neill. Dockrell a également été la première femme élue présidente d'un UDC en 1906.

### Fin de vie
Malgré la politique et l'agitation social du début du XXe siècle en l'Irlande et la création de l'État libre d'Irlande, elle a continué son engagement dans la politique locale. Notamment en étant la première femme à être élue au conseil du comté de Dublin en 1920. Malgré son syndicalisme engagé, elle a travaillé avec le gouvernement de l'État libre. Après l'anoblissement de son mari, elle est aussi connue sous le nom de Lady Dockrell. Elle meurt le 29 juin 1926 à Camolin, son domicile, Eaton Square, Monkstown. Elle est enterrée au cimetière Deans Grange. Son fils, Henry Morgan Dockrell (en) est aussi un homme politique, et un autre fils George est un nageur olympique.